# ウプシロン中間子
ウプシロン中間子（ウプシロンちゅうかんし、Υ中間子とは、ボトムクォーク（{\displaystyle \mathrm {b} }）と反ボトムクォーク（{\displaystyle \mathrm {\bar {b}} }）からなる中間子であるボトモニウム（{\displaystyle \mathrm {b{\bar {b}}} }）の１系列である。
なお、ラテン文字のYとの混同を避けるために、それと解るセリフ系フォントΥ（Υ）を使うか、
（変形ギリシア文字の鉤付きウプシロン「 ϒ 」）などを使用する。

## 概要
ボトモニウムは多く知られているが、電子－陽電子衝突実験（あるいは陽子ー核衝突による→μ+
  + μ−
  + X 崩壊）で生成されたものをウプシロン中間子と呼ぶ。
すなわち、
1. それぞれ1/2のスピンを持つボトムクォークとその反粒子のスピン L が 1の状態（スピン三重項をなす）で結合したもの
2. ボトムクォークとその反粒子が軌道角運動量 L が0の状態、すなわちS状態で結合したもの

である。
主量子数をnとして、Υ(nS)と表記されるほか、 MeV単位の質量概数でたとえばΥ(10860)のように記す。その中で最も質量の小さいΥ(1S)を狭義のウプシロン中間子と呼ぶ場合もある。
クォーク構成から明らかなように、ウプシロン中間子は電荷やフレーバーを持たない。また、アイソスピンも0である。
なお、QCDによればスピンが0の状態はウプシロン中間子より質量が、0.1～1%程度軽くなる。

## 発見
1977年にフェルミ国立加速器研究所のレオン・レーダーマンが率いるチームの「E288実験」によって初めて発見されたウプシロン中間子であるとともに、これがボトムクォークの発見でもあった。
最初のデータは1976年11月頃に得られたものの、その時はまだ慎重であった。なぜならば、その e+
 e−
 対仕様のときの装置で既に 6eV の共鳴ピークを観測したと早とちりしており（これをウプシロンと名付けようとした。冗談交じりでウップス＝レオンと呼ばれている。「おっと[しまった、やらかした]レオン」の意）その経験がまだ生々しかったからである 。しかし、ミューオン対仕様に変え、感度を100倍に仕上げた装置で、1977年5月以降、9.4/9.5. 10. 10.4GeV の 共鳴ピーク（以下、 § 共鳴状態のS1, S2, S3 参照）をはっきりと認めることが出来た。

## 共鳴状態

### Υ(1S)
質量は、9460.30±0.26MeV（米・ローレンス・バークレー国立研究所 Particle Data Group、2008年）。
寿命は＞10-20秒であり、測定エネルギー幅から換算すると 1.21×10-20秒 である。e、μ、τの3種のレプトン対に各2.5%崩壊するなど、崩壊モードは極めて多い。
なおウプシロン粒子はこのように極めて短寿命で崩壊し、寿命τはエネルギー幅からτΔE〜h/2πから求められるに過ぎないので以下の記述では各粒子の寿命は割愛する。

### Υ(2S)
質量は、10.02326±0.00031GeV。
これも崩壊モードはきわめて多岐である。Υ(1S)と荷電π中間子対に約20%、Υ(1S)と中性π中間子対に約10%崩壊するほか、レプトン（e, μ, τ）対に各々2%程度崩壊する。
Bファクトリーのひとつである、SLACのPEP-II加速器はその運転停止を2ヶ月延長して、2008年の2月から、Υ(2S)と下記のΥ(3S)を生成する実験を行った。そのデータは現在も解析が行われているが、同年秋にボトモニウムの基底状態、すなわちΥ(1S)に対応するスピン0の状態を発見したと発表した。それによれば、基底状態のΥ(1S)との質量差は、71.4+2.3−3.1±2.7MeVである。

### Υ(3S)
質量は、10.3552±0.0005GeV。
これも崩壊モードはきわめて多岐である。Υ(2S)+X（π中間子対など）に約10%、Υ(1S)+X（π中間子対など）に約7%崩壊するほか、レプトン（μ、τ）対にも各々2%程度崩壊するが、電子対への崩壊は極めてわずかである。

### Υ(4S)
Υ(10580)とも呼ばれる。質量は、10.5794±0.0012GeV。
殆どすべて（96%以上）が、B中間子対に崩壊する。荷電B中間子対と中性B中間子対の割合はほぼ等しい。
そのためB中間子崩壊実験においては重要で、Bファクトリー各位ではこのΥ(4S)共鳴を生成しての研究が（1999年頃までは）広く行われてきた。

### Υ(10860)
Y(5S)とも呼ばれる。
質量は、10.865±0.008GeV。
主な崩壊モードは、B中間子対類、ないしそれと1～2個のπ中間子に計60％程度、チャームB中間子（B 
c）対類に20%程度である。
同データ（2008年）ではストレンジB中間子（B 
s）崩壊も暫定結果として発表されている。そのエネルギー閾値に達していることから、つくば市のKEKB加速器のBファクトリー実験でも B 
s を想定する。Y(4S)研究の成果をふまえ、2008年頃から、このより高い衝突頻度（luminosity）で起こるY(5S)共鳴の研究が開始された。

### Υ(11020)
質量は、11.019±0.008GeV。
崩壊については、きわめてわずかな割合で電子対への崩壊が観測されている以外は、現時点（2008年）では未詳である。